# コンセプシオンの戦い
コンセプシオンの戦い (Battle of Concepcion) は、1835年10月28日、テキサス革命初期のメキシコ共和国とそれに反乱するメキシコの州、テキサスとの間の戦闘。

## 背景
テキサスの反乱は場当たり的でまとまりのないやり方で開始されたが、サンアントニオに残されたメキシコ軍部隊の連絡・補給路を断つことに成功した。マルティン・ペルフェクト・デ・コス(Martin Perfecto de Cós)将軍の指揮する、訓練に乏しく元気のない部隊は、ほとんどが囚人で構成されていた。その数ヶ月前のサカテカス州の反乱によりメキシコ軍の物資はほとんど迂回され、そのためサンアントニオの647名は、30,000人ものテクシャンとテハーノの同盟と戦いうる装備ができなかった。
1835年10月11日、志願兵がゴンザレス (Gonzales) 周辺に集まり、彼らは司令官としてスティーブン・オースティンを選んだ。その翌日、民間人から兵隊の格好をしたばかりの新たに生まれたテキサスの軍は、サンアントニオへと進軍した。途中でベン・ミラム (Benjamin Milam) 大尉が彼らに出会い行軍に加わった。10月15日、偵察団は10名の竜騎兵に遭遇し、彼らと交戦し、サンアントニオまで彼らを追った。本隊は10月19日にサンアントニオ郊外へ到着した。
オースティン将軍は、町を占拠する唯一の方法は包囲戦であると決定した。彼は、作戦に適した基地を探すため、ジェームズ・ボウイとジェームス・ファニンが率いる偵察隊を組織した。この隊にはもう一人有名な耳の不自由な偵察、エラスタス・スミス、別名デフ・スミス（Deaf Smith, Deafは聴覚障害者の意）もいた。スミスは反乱には関わらないように計画していた。彼と彼の義理の息子の自由黒人、ヘンドリック・アーノルドは、家族に会いにサンアントニオへ戻ると、メキシコ軍の衛兵が彼らの入国を許可せず、スミスの頭をサーベルで殴った。オースティンは、スミスの話から、コスの兵士の士気は非常に低いことを知った。
ボウイの旧友、フアン・セインは、サンアントニオの住民がテキサス軍を支持しているというニュースを持って到着した。オースティンは彼を代表にして、騎馬隊の一団を調達するよう命じた。彼は同じ命令をウィリアム・トラヴィス中尉にも命じた。その一方で、ボウイの90名の偵察隊は、サンアントニオのアクーニャのヌエストロ・セニョーラ・デ・ラ・ピュリシマ・コンセプシオン（無原罪のお宿りの貴婦人）伝道所、すなわちコンセプシオン伝道所が作戦基地にふさわしいと分かった。彼らはそう決めるのに丸一日かかったので、伝道所から500ヤード離れた地点に野営した。暗くなるまでに戻るように命じていたボウイの遅延は、オースティンを激怒させた。つまりボウイの隊はオースティンの本隊とは分かれていた。コス将軍はこの派遣を知り、ボウイの隊を攻撃するため、300名の竜騎兵、100名の歩兵、そして二つの大砲を率いた。

## 戦闘
1835年10月28日、コス将軍は濃霧の中、テキサス軍に接近した。霧の中ではほんの少し衝突があったが、主な戦闘は霧が晴れるまで始まらなかった。コスの部隊が使用していた火薬はとても質が悪く、マスケット銃の弾はしばしば目標まで届かず、あるときには撃った人だけが怪我をする有様だった。テキサス軍の銃が200ヤードの射程距離であるところに、彼らは射程距離が75ヤードのブラウン・ベス（イギリス軍が使用したマスケット銃）も使用した。メキシコ軍はテキサス軍へ向けて大砲からブドウ弾（拡散式砲弾）を砲撃し、それは峡谷の雑木林の下にうまく隠されていたが、それも効果がなかった。テキサス軍は砲撃に用心深く慎重で、狙撃者による砲撃に大砲を持ち出すようにした。ヨーロッパの戦術で訓練し英国軍のブラウン・ベスを装備したメキシコ軍は、 念入りに兵卒をまばらにした。その一方で、多くがライフルを装備したテキサス軍は、狙撃して隠れる戦術を採用した。この戦闘のタイプで、コスの部隊は後退させられた。テキサス軍は無人のメキシコ軍の大砲に迫り、向きを変えて、メキシコ軍に発砲した。コスと残った軍隊は逃走した。 
メキシコ軍は約76名が死傷し、テキサス軍はリチャード・アンドリューズただ1名のみを失った。オースティンと残った軍隊は戦闘を終結した。 トラヴィスと彼の騎馬兵の一団は、逃げたメキシコ軍兵士がサンアントニオに戻るのを追跡した。